# رزوه (چادگان)
رزوه شهری از توابع  بخش مرکزی  شهرستان چادگان در استان اصفهان ایران واقع شده‌ است.

## موقعیت
این شهر در شش کیلومتری شهر چادگان، مرکز شهرستان و بیست و پنج کیلومتری شهر داران مرکز شهرستان فریدن واقع شده است.

## جغرافیا
رزوه در منطقه‌ای پایکوهی واقع و دارای آب و هوای معتدل و خشک است. رشته کوه دالان کوه در هفت کیلومتری شمال و شمال شرقی آن قرار دارد

## جمعیت
جمعیت آن در سال ۱۳۹۰ برابر ۴۵۳۶ نفر گزارش شده‌است.
ولی بدلیل نبود شغل و صنعت در شهر و خشکسالی مردم شهر شروع به مهاجرت به مرکز استان نمودند و در سرشماری سال ۹۵ جمعیت رسمی شهر به ۴۳۳۲ نفر کاهش یافته

## تقسیمات
رزوه در سال ۱۳۷۷ به جرگهٔ شهرهای ایران پیوست. این شهر به سه بخش محله امامزاده، مرکز شهر و محله قلعه بالا تقسیم می‌شود. این سه محله توسط پلی که بر روی رودخانهٔ فصلی رزوه احداث گردیده با یکدیگر ارتباط دارند.

## کشاورزی
این شهر بهترین نقطه برای کشت سیب زمینی در استان اصفهان به دلیل کم نشاسته بودن و ماندگاری زیاد می‌باشد. از ویژگی‌های این شهر دارا بودن آب شیرین دارای املاح معدنی است. در سال 1369 حاج حبیب صالحی رزوه سه روش نوین کشت سیب زمینی در سطح کشوری ارائه داد که برای اولین بار جایزه سالانه ی کشت سیب زمینی به کشاورزی از رزوه تعلق گرفت

## اماکن
از اماکن زیارتی شهر رزوه امامزاده عبدالله ابن زید حسنی است که پدر شاه عبدالعظیم شهرری می‌باشد. این شهر در منطقهٔ فریدن به علت وجود امامزاده عبدالله زید حسنی به شهر مذهبی معروف شده‌است.